# بيرسي بايلي
بيرسي بايلي (بالإنجليزية: Percy Bayley)‏ هو سياسي أسترالي، ولد في 21 ديسمبر 1879 في أستراليا، وتوفي في 16 أغسطس 1942 في أستراليا. حزبياً، نشط في الحزب الوطني الأسترالي في كوينزلاند ‏. وقد انتخب عضو المجلس التشريعي ولاية كوينزلاند عن دائرة Electoral district of Pittsworth ‏ (22 مايو 1915 – 9 أكتوبر 1920).